# クレイドル山＝セント・クレア湖国立公園
クレイドル山=セント・クレア湖国立公園 （クレイドルさん=セント・クレアここくりつこうえん、Cradle Mountain-Lake St Clair National Park）はオーストラリア・タスマニア州の北西地域にある広大な国立公園で、中心の山はクレイドル山、中心の湖はセント・クレア湖である。1982年、クレイドル山=セント・クレア湖国立公園を含むこの一帯は、タスマニア原生地域としてユネスコの世界遺産（複合遺産）に登録された。
国立公園として、公式には「クレイドル山=セント・クレア湖国立公園」という1つにくくられた公園だが、面積は1,614平方㎞で東京都23区（621平方㎞）の約3倍と広大である。クレイドル山国立公園とセントクレア湖国立公園は、性格は異なり、公園内に両方を結ぶ車道はなく、アクセス方法も別なので、便宜的に、クレイドル山国立公園とセント・クレア湖国立公園に分け、項目を別々に立てて説明する。ここでは、共通点と全体像のみを記載する。
以下も参照。
- クレイドル山国立公園
- セント・クレア湖国立公園

## 概要
神秘的な自然美にあふれる山と湖、深い樹林、静かにたたずむ湖・小川、人に慣れていない野生動物・鳥、手つかずの樹木、横たわり朽ち果てる倒木の数々。クレイドル山=セント・クレア湖国立公園は大自然の宝庫である。
タスマニアの冷温帯雨林（Cool Temperate Rainforest）がある。夏にワイルドフラワーの花が咲き、秋の森林に紅葉が広がる。文明に汚されていない大自然を求めるなら、ここが、タスマニア観光の頂点であり、オーストラリア全体でもトップクラス、いや、世界のトップクラスだろう。宿泊施設、道路、トレイルはそれなりに備わっている。
クレイドル山国立公園とセント・クレア湖国立公園の間を移動する車道は公園を遠回りする車道があるが、それとは全く別に、この間を徒歩で行くことができる。その道は、オーバーランド・トラック（Overland Track）で、オーストラリアで最も有名な遊歩道（トラック）の１つである。オーバーランド・トラックは、食料を全部自分で持ち、65kmの行程を約6日間かけて、山小屋に宿泊しながら歩く。オーバーランド・トラック（Overland Track）も、別項目で説明する。

## 歴史
200万年前～1万年前の間に最大３回起きたとされる氷河の浸食で、壮大な山々と湖が形成された。
長い年月、原住民のアボリジニがこの地に住んでいた。
1820年代、初めて、欧州人の探検家、探鉱者、入植者が訪れた。
1830年代、英国の探検家で後にタスマニア副総督になったジョン・フランクリンは、この地域の「古典的」美しさを表現するため、ギリシャ神話にちなみ、ペリオン山(Mount Pelion West - Peakbagger.com)、アキレス山、ナルシス湾(Narcissus Bay)などの名前を山や湾などに命名した。
1885年、政府は、この地域を自然保護のための公共娯楽地域に指定し、1922年に景観保護区、1971年に国立公園と指定した（クレイドル山セントクレア湖国立公園 - レイクセントクレア・ロッジ）。
1982年、クレイドル山=セント・クレア湖国立公園を含むこの一帯は、タスマニア原生地域としてユネスコの世界遺産（複合遺産）に登録された。

## 引用文献
1. ↑  “Reserve Listing – National Parks”. National Parks website.   Parks and Wildlife Service Tasmania. 2009年5月22日閲覧。

## 参考図書
- Chapman, John, Monica Chapman and John Siseman (2006) Cradle Mountain, Lake St Clair and Walls of Jerusalem National Parks 5th ed. Laburnum, Vic. : J. Chapman. ISBN 1-920995-01-3